# JR貨物19B形コンテナ
JR貨物19B形コンテナ（JRかもつ19Bがたコンテナ）は、日本貨物鉄道（JR貨物）が国鉄形コンテナを置き換える目的で1994年（平成6年）から配備した、12ft汎用コンテナである。

## 概要
19A形で発生したトラック積載時の問題を解決するため、幅を若干狭くして登場した。以後の12ftコンテナはすべて本形式と同じ幅で製造されることとなる。
1995年（平成7年）増備コンテナはJRFロゴが少し小さくなり、19D形と同一の大きさになった。
通常区分（0番台）が1994年（平成6年）から1995年（平成7年）にかけて4640個が作られた。
その後、19C形を試作となる5000番台が、1995年（平成7年）に50個が作られた。

## 構造
- 両側扉二方開きで、外法寸法は高さ2,500mm、幅2,450mm、長さ3,715mm、自重1.5t。内容積は18.7m3。最大積載量は5t。
- 外観塗装は19A形の下半分に施されていた黒塗装を省略し、赤紫色（JRFレッド）一色に白でJRFのロゴが配されたものになった。また製造時期によってJRFロゴのサイズや会社名の表記が異なり、細かなバリエーションが多数存在する。

## 現状

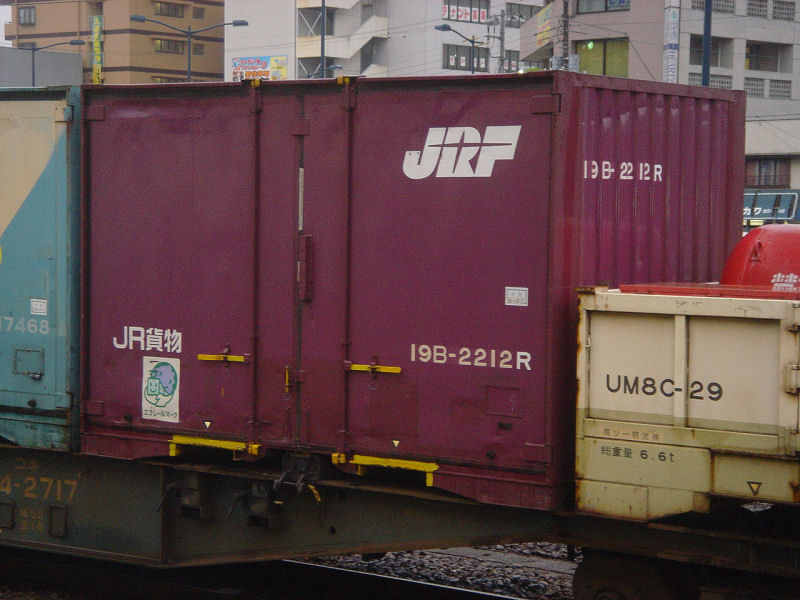
リニューアルされた19B-2212R。

- 老朽化が目立つようになった個体は、2001年（平成13年）より内張りを張り替える更新工事が行われた。更新されたコンテナは再塗装されたもの、形式番号の前に丸印がついたもの、Rの文字がついたものなどがあり多種多様である。更新工事は2006年（平成18年）に終了した。
- 2007年（平成19年）以降はエコレールマークのシールを順次貼り付けた。
- 2008年（平成20年）以降、更新工事の施工の有無にかかわらず19D形への置き換えが進行し、2013年（平成25年）に全廃になった。
- 妻面広リブ個体が日本車輌製造、狭リブ個体が東急車輛製造大阪工場で製造された。
  - しかし日本車輌製造で製造された物は塗料の質が悪いせいか末期はピンク色に変色したものが多く目立ち、リニューアルの対象外にされたものが多い。
- 現在は、死重用途のZD19B形に改造された物と一般家庭の倉庫や貨物ターミナルの倉庫として再利用が見られる物のみとなっている。ただし、ZD19B形についても2019年（令和元年）7月以降、ZD19D形によって置き換えが進んでいる。